# Хлортетрациклин
Хлортетрацикли́н (также «Ауреомицин») — антибиотик группы тетрациклинов. Кристаллический порошок золотисто-желтого цвета, горького вкуса, растворим в воде.
Первый полученный антибиотик тетрациклинового ряда, был  выделен в 1945 году сотрудниками American Cyanamid Company Й. Субаррао и Б. М. Даггаром как продукт метаболизма стрептомицета Streptomyces aureofaciens,  от которого получил одно из своих названий — ауреомицин. 
На данный момент исключён из номенклатуры лекарственных средств и применяется только в ветеринарной практике. Активно используется для создания искусственного прироста массы сельскохозяйственных животных.